# Tullbergia yosii
Tullbergia yosii (лат.) — вид ногохвосток из семейства Tullbergiidae. Распространён в Приморском крае (Россия), Китае, Северной Америке и Японии.
Особи имеют длину до 0,7 мм, беловатые. Четвёртый брюшной тергит с микрохетой p1 и макрохетой p2.